# Ербас А340
Ербас A340 (енгл. Airbus A340) је широкотрупни четворомоторни путнички авион. А340 веома је сличан двомоторном Ербасу А330, тако да се може говорити о фамилији авиона А330-А340.
Пројекат А340 је развио и производио Ербас. Овај авион је био произвођен у Тулузу у Француској. Може да понесе од 375 путника у основној верзији до 440 путника у верзији -600. У зависности од модела А340 има долет од 12400 km до 17000 km. А340 има двопроточне турбомлазне моторе са великом двопроточношћу.
Прве авио-компаније које су користиле користиле А340 су Ер Франс и Луфтханза 1993. године. До септембра 2011. поручено је 379 модела (не укључујући приватне оператере), од којих су 375 испоручени. Верзија -300 је најпроизведенија верзија са 218 испоручених авиона. Највећи оператор А340-ице је Луфтханза са 59 авиона у својој флоти.
Новембра 2011. Ербас је изјавио да је производња Ербаса А340 обустављена, због мањка поруџбина.

## Варијанте
А340 постоји у четири варијанте А340-а. Верзије А340-200 и А340-300 представљене су 1987, да би у редовну употребу биле уведене у марту 1993. Верзије А340-500 и А340-600 су представљене 1997. а у редовну употребу уведене су 2002. године.
Новембра 2011. Ербас је обуставио програм А340 због мањка поруџбина овог модела.

### A340-200
Прва од две основне варијанте А340, А340-200 може да прими 261 путника у конфигурацији са три класе, и уз долет од 13.800 km. Овај авион је најкраћа варијанта А340 и једина варијанта која има већу дужину распона крила од дужине авиона. Авион лети са четири CFMI CFM56-5C мотора. Авион је саграђен да би служио на дуголинијским дестинацијама са мањим бројем путника.
Први комерцијални оператер је била Луфтханза 16. новембра 1993..
Направљено је само 28 авиона овог типа, укључујући неколико VIP авиона. Саут Африкан ервејз је највећи корисник овог авиона. Остали корисници су Аеролинијас Аргентинас, Ер Јуропа, Остријан ерлајнс, Ројал Џордејнијан и Египат ер.

### А340-300
Верзија -300 може да понесе 295 путника у 3 путничке класе и има долет од 12 400 km. Ово је основни модел А340 фамилије авиона и први пут је полетео 25. новембра 1991, а у комерцијалну службу је ушао са Луфтханзом и Ер Франсом у марту 1993. Тежа верзија авиона А340X је ушла у службу у априлу 1996. Предвиђено је да овај авион у будућности замени модел А350-900.

### А340-500
Верзија -500 је верзија са највећим долетом од 17 000 km. Први лет овог авиона је обављен у фебруару 2002, а све дозволе је добио децембра исте године. Био је путнички авион са најдужим долетом на свету до уласка Боинга 777-200ЛР у службу 2006, који има долет од 17 370 km. Верзија -500 може да понесе до 313 путника у 3 путничке класе. Тај ервејз интернашонал обавља директне летове од Банкока до Лос Анђелеса и од Банкока до Њујорка. Лет од Лондона до Перта је могућ, без потребе за допуном резервоара горивом, ако на лету не буде јаког чеоног ветра. У односу на верзију -300 ова верзија је дужа за 4,3 m, има већу површину крила што омогућује да авион има веће резервоаре што значи да авион може да понесе до 50% више горива, има нешто већу брзини крстарења, већи хоризонтални стабилизатор и мањи вертикални стабилизатор. Верзије А340-500/600 има уграђене помоћне камере које помажу пилоту приликом ролања по земљи. Овај авион покрећу Ројс Ројс Трент 553 млазни мотори.

#### A340-500HGW
A340-500HGW (енгл. High Gross Weight) је верзија са ојачаном конструкцијом и са долетом од 16 700 km и максимална полетна маса је 380 тона. У комерцијалну употребу је ушао 2007. са Тај ервејз интернашоналом. Покрећу га Ролс Ројс Трент 556 мотори. Емирејтс је авио-компанија која у својој флоти има највише авиона.

### A340-600
A340-600 је настао као замена старијих модела 747-ица. А340-600 може да понесе 379 путника у 3 путничке класе са долетом од 13900 km. А340-600 може да понесе скоро исти број путника као и 747-ица, али за превоз робе има око 25% више простора. Први лет је обављен 23. априла 2001, а у комерцијалну употребу овај авион је ушао августа 2002. године са авио-компанијом Верџин Атлантик.
Ербас А340-600 је за 12 m дужи од верзије -300, за 4 m је дужи од Боинга 747, а од Ербаса А380 је дужи 2,3 метра. До уласка Боинга 747-8 у комерцијалну употребу овај авион је био најдужи комерцијални авион на свету. А340-600 користи Ролс-Ројс Трент 556 моторе од којих сваки може да произведе потисак од 249,1 kN. На средини трупа су додата 4 точка како био авион могао да полети са већим теретом. Ербас је саветовао авио-компаније које користе овај авион да смање терет на предњем делу авиона за 5 тона(где се налазе прва и бизнис-класа), како би крстарење на одређеној висини било економичније. Због тога многе авио-компаније разматрају тражење надокнаде од Ербаса.

## Карактеристике
| Верзија                                               | A340-200                                                             | A340-300                                                             | A340-500                                                         | A340-600                                                             |
| ----------------------------------------------------- | -------------------------------------------------------------------- | -------------------------------------------------------------------- | ---------------------------------------------------------------- | -------------------------------------------------------------------- |
| Посада пилотске кабине                                | 2                                                                    | 2                                                                    | 2                                                                | 2                                                                    |
| Капацитет седишта                                     | 300 (у 2 путничке класе) 240 (у 3 путничке класе) 375/420 (максимум) | 335 (у 3 путничке класе) 295 (у 2 путничке класе) 375/440 (максимум) | 359 (у 2 путничке класе) 313 (у 3 путничке класе) 375 (максимум) | 419 (у 2 путничке класе) 380 (у 3 путничке класе) 440/520 (максимум) |
| Дужина                                                | 59.39 m                                                              | 63.60 m                                                              | 67.90 m                                                          | 75.30 m                                                              |
| Распон крила                                          | 60.30 m                                                              | 60.30 m                                                              | 63.45 m                                                          | 63.45 m                                                              |
| Површина крила                                        | 361.6 m²                                                             | 361.6 m²                                                             | 439.4 m²                                                         | 439.4 m²                                                             |
| Стрела крила                                          | 30°                                                                  | 30°                                                                  | 31.1°                                                            | 31.1°                                                                |
| Висина                                                | 16.70 m                                                              | 16.85 m                                                              | 17.10 m                                                          | 17.30 m                                                              |
| Максимална ширина кабине                              | 5.28 m                                                               | 5.28 m                                                               | 5.28 m                                                           | 5.28 m                                                               |
| Спољашња ширина трупа                                 | 5.64 m                                                               | 5.64 m                                                               | 5.64 m                                                           | 5.64 m                                                               |
| Карго капацитет                                       | 152.3 m³                                                             | 152.3 m³                                                             | 152.3 m³                                                         | 152.3 m³                                                             |
| Тежина авиона                                         | 129000 kg                                                            | 130200 kg                                                            | 170900 kg HGW: 174800 kg                                         | 177800 kg HGW: 181900 kg                                             |
| Максимална тежина при полетању                        | 275000 kg                                                            | 276500 kg                                                            | 372000 kg HGW: 380000 kg                                         | 368000 kg HGW: 380000 kg                                             |
| Брзина крстарења                                      | 871 km/h(0,82 Маха) на 11,000 m                                      | 871 km/h(0,82 Маха) на 11,000 m                                      | 881 km/h(0,83 Маха) на 11,000 m                                  | 881 km/h(0,83 Маха) на 11,000 m                                      |
| Максимална брзина                                     | 913 km/h(0,86 Маха) на 11.000 m                                      | 913 km/h(0,86 Маха) на 11.000 m                                      | 913 km/h(0,86 Маха) на 11.000 m                                  | 913 km/h(0,86 Маха) на 11.000 m                                      |
| Долет, са максималном оперативном тежином             | 15,000 km                                                            | 13,700 km                                                            | 16,060 km HGW: 17,000 km                                         | 14,350 km HGW: 14,600 km                                             |
| Дужина залета при полетању са максималним оптерећењем | 2990 m                                                               | 3,000 m                                                              | 3,050 m                                                          | 3,100 m                                                              |
| Максимални капацитет горива                           | 155,040 l                                                            | 147,850 l                                                            | 214,810 l HGW: 222,000 l                                         | 195,880 l HGW: 204,500 l                                             |
| Висина крстарења                                      | 12527 m                                                              | 12527 m                                                              | 12527 m                                                          | 12527 m                                                              |
| Мотори (4 ×)                                          | ЦФМ56-5Ц                                                             | ЦФМ56-5Ц                                                             | Трент 500                                                        | Трент 500                                                            |
| Потисак (×4)                                          | 139–151 kN                                                           | 139–151 kN                                                           | 248–260 kN                                                       | 260–275 kN                                                           |

Извори: Ербас за −200 за −300 за −500 за −600.